# Frango-d'água-europeu

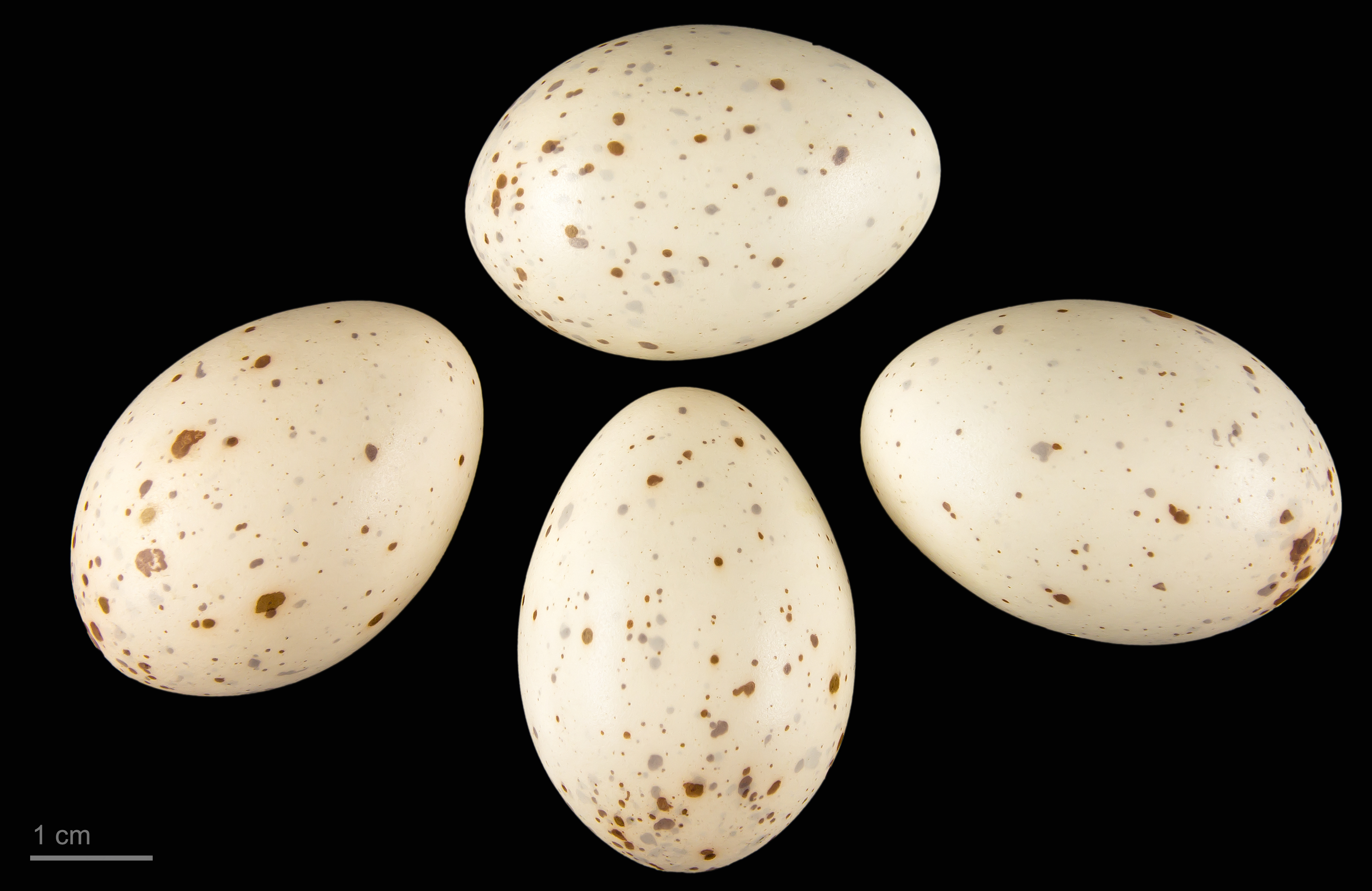
Rallus aquaticus - MHNT

O Rallus aquaticus, comummente conhecido como frango-d'água, é uma ave da família dos Ralídeos que se reproduz em zonas húmidas bem cobertas de vegetação, nomeadamente caniçais e tabuais, presente na Europa, Asia e no Norte de África. As povoações do Norte e Leste são migratórias, mas esta espécie é sedentária durante todo o ano nas regiões mais quentes dos seus habitats.
Em Portugal distribui-se um pouco por todo o território, sendo mais comum no litoral, onde encontra maior disponibilidade de habitats.
O adulto é uma ave de 23 a 28 cm de comprimento e, tal como os outros membros da sua família, tem um corpo achatado, o que lhe facilita passar por entre a vegetação de juncos do habitat onde vive. A sua parte superior é principalmente castanha e a inferior cinza-azulada, com barras negras nos flancos, dedos longos, cauda curta e bico longo e avermelhado. Os espécimes imaturos são, geralmente, similares em aparência aos adultos, mas a cor cinza-azulada da plumagem é substituída por um tom bege.

## Nomes comuns
Dá, ainda, pelos nomes comuns de pita-da-erva e fura-mato.

## Taxonomia
Os ralídeos são uma família que compreende quase 150 espécies. A maioria das espécies encontram-se no Velho Mundo, o que sugere que esta família se originou aí. No entanto, o género Rallus, que corresponde o grupo das espécies de bico comprido, originou-se no Novo Mundo. Há provas genéticas que indicam que o frango-de-água é o mais estreitamente relacionado deste género com as espécies de ralídeos Gallirallus do Pacífico. O frango-de-água foi descrito primeiramente por Linnaeus na obra Systema Naturae em 1758, já com o nome científico actual Rallus aquaticus, cujo significado que equivale em latim ao seu nome comum.
A antiga subespécie R. a. indicus tem vocalizações muito diferentes das do frango-de-água e, em trabalhos recentes, tem sido considerada uma espécie separada. Foi restaurada como espécie de seu co nome R. indicus por Pamela Rasmussen na sua obra Birds of South Asia (2005). O tratamento que lhe dá esta autora obteve aceitação e foi também o seguido pelo Birds of Malaysia and Singapore (2010). Houve ainda, um estudo de 2010 da filogenia molecular que deu um apoio adicional à possibilidade de se conferir o estatuto de espécie à R. indicus, que se pensa que terá divergido das formas ocidentais há cerca de 534 000 anos.

### Fósseis
Os fósseis mais antigos conhecidos dum frango-de-água ancestral são uns ossos encontrados nos Cárpatos datados do Plioceno (há 1,8-5,3 milhões de anos). Ao final do Plistoceno, há dois milhões de anos, os vestígios fósseis sugerem que o frango-de-água já estava presente na maioria da sua área de distribuição actual. Esta espécie está bem representada no registo fóssil, com uns 30 achados tão-só na Bulgaria e muitos outros no sur de Europa. e China. Um antigo frango-de-água da ilha de Eivisa, Rallus eivissensis, era mais pequeno, mas mais robusto do que o frango-de-água e provavelmente teria pior capacidade de voo. Extinguiu-se aproximadamente ao mesmo tempo que o ser humano chegou á ilha, entre os anos 16 700 e 5 300 a.C.. A raça nominal do frango-de-água é agora uma ave residente muito rara na ilha de Eivisa.

## Descrição

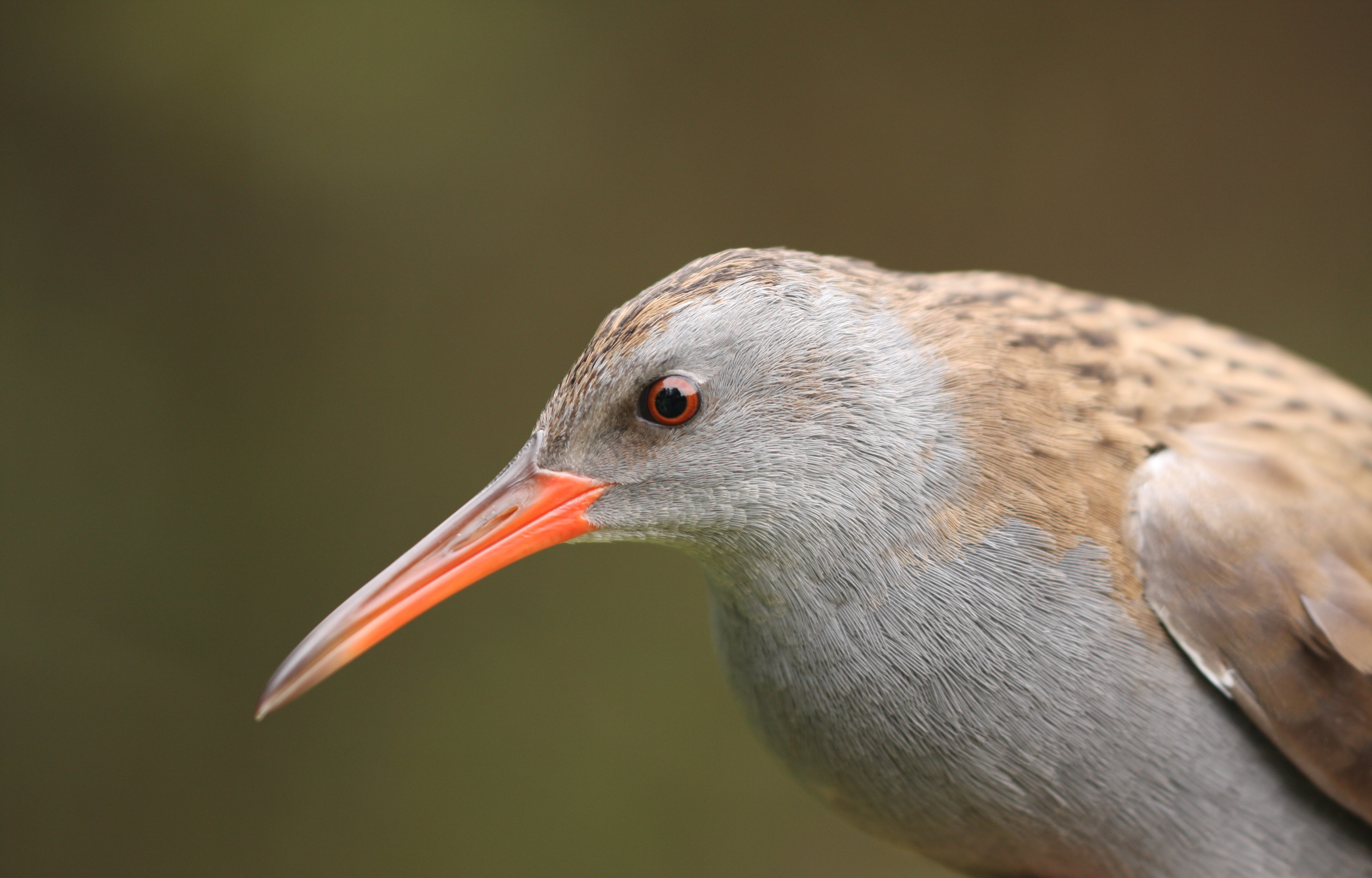
Cabeça da subespécie R. a. aquaticus

O adulto da subespécie nominal é um frango-de-água de tamanho médio, entre os 23 e os 28 cm de comprimento com uma envergadura alar de 38 a 45 cm. Os machos pesam normalmente entre 114 a 164 g e as fêmeas são ligeiramente menos pesadas, com 92 a 107 g. As partes superiores desde a fronte até á cauda são castanho-azeitona com listras negras, especialmente nas ombreiras. A parte lateral da cabeça e as partes inferiores até à parte superior da barriga são azul-lousa escuro, salvo uma área negra entre o bico e o olho, e laterais acastanhadas até ao peito superior. Os flancos têm barras negras e brancas e a parte subcaudal é branca com algumas listras mais escuras. O seu longo bico e a iris são vermelhos e as patas são de cor encarnada-acastanhada. Ambos os sexos são similares, se bem que as fêmeas, em média, tendam a medir menos do que o macho e tenham um bico mais fino. Em todo o caso, determinar o sexo somente pelas medidas não é um método fiável. Os espécimes juvenis têm um píleo anegrado e um queixo e gorja brancos. As partes inferiores são beges ou brancas com listas mais escuras, e as marcas dos flancos são castanhas e beges em vez de negras e brancas. A parte subcaudal é bege, e o olho, o bico e as patas são de cores mais claras do que as dos espécimes adultos. Os pintainhos estão cobertos de penugem e são completamente negros excepto, no bico, que é principalmente branco. Depois da reprodução, sofrem uma ampla muda e perdem a capacidade de voar durante três semanas. Os adultos podem identificar-se individualmente pelas marcas subcaudais, que são únicas para cada espécime. Os machos adultos são os que têm as listras subcaudais mais nítidas. Especulou-se que as barras escuras subcaudais desta espécie poderão estar a meio-termo entre as zonas subcaudais completamente brancas, como as que têm as espécies de águas abertas e as gregárias, como a galinha do rio, que servem uma função de sinalização; e as zonas subcaudais completamente negras, que servem para evitar que a ave fique demasiado visível.
A espécie de Ásia tropical que se parece um pouco ao Gallirallus striatus tem um bico mais robusto, um píleo castanho e partes inferiores com manchas brancas. Os espécimes juvenis, bem como aqueles que acabam de fazer a muda de penas, podem apresentar uma zona subcaudal bege como a da franga-d'água-grande, mas a plumagem dessa espécie tem manchas brancas e um bico muito mais curto e principalmente amarelado. A área de distribuição do frango-de-água não converge com a de nenhuma outra espécie de ralídeo, mas os indivíduos errantes poderiam distinguir-se dos seus parentes americanos pela falta da cor avermelhada ou acastanhada. A maior espécie de ralídeo de África, o Rallus caerulescens, tem partes superiores castanhas mais escuras, sem listras e patas e pés dum vermelho mais vivo.

### Vocalizações
É uma espécie vocalizadora que trila durante todo o ano. O seu trilar consiste numa série de grunhidos seguidos dum chio agudo, parecido ao cuinhar dos bácoros, que acaba com mais grunhidos. Utiliza-o tanto como uma vocalização territorial, como de alarme de alerta ou mesmo de mero anúncio da própria presença. Os dois membros do casal podem fazer a vocalização alternadamente, o macho com notas mais lentas e baixas que a fêmea. A canção de acasalamento dos frangos-d’água, também conhecida por recocar, é cantada por ambos os sexos e consiste numa espécie de tique-tique-tique que costuma concluir com um trilo da fêmea; o macho, por seu turno, pode cantar sem parar durante horas.
A vocalização de voo é um assobio sustido. Há outras vocalizações que são um rangido repetido e alto, feito pelo macho, quando pretende mostrar o sítio de nidificação à fêmea. Há, ainda, um arrolar, a que também se pode chamar recoco, que fazem ambos quando estão no ninho com os pintainhos.  São mais vocais quando estabelecem um território próprio e ao início da época de acasalamento, as vocalizações podem continuar pela noite dentro. Os pintos inicialmente piam tenuemente, mas rapidamente desenvolvem um trilo como os dos progenitores.
Quando os investigadores se serviram de altifalantes, que reproduzem gravações das vocalizações da folosa das canaveiras, de noite, para atrair este pássaro, a fim de o capturar, observaram que os frangos-d’água e outras aves aquáticas também aterraram, apesar de o habitat em questão não ser o mais apropriado para elas. O que indica que os frangos-d’água e outras aves migratórias nocturnas reconhecem o cântico da folosa e associam-no ao habitat de pântano ou marisma no qual geralmente vive.

### Subespécies

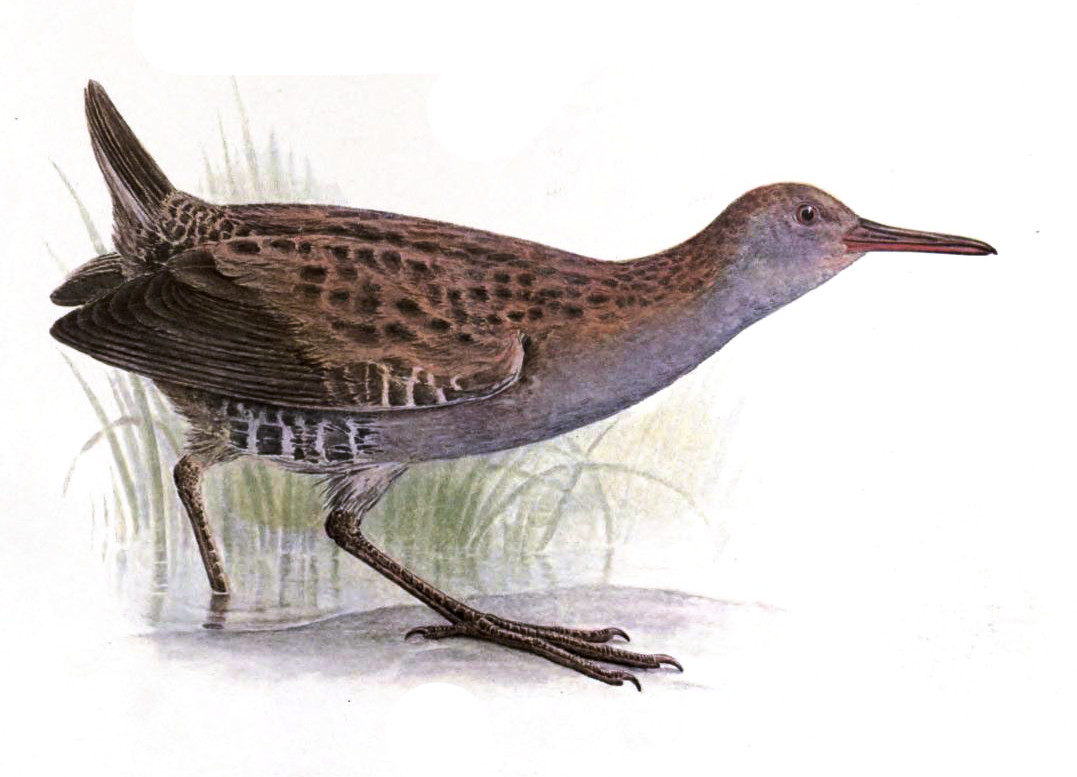
R. a. korejewi

Reconhecem-se três subespécies.
- R. a. aquaticus (Linnaeus, 1758). Esta é a espécie nominal que medra na Europa, no Norte de África, na Turquia, no próximo Oriente até ao mar Cáspio e a Oeste do Cazaquistão e numa estreita faixa junto ao leste até à Sibéria central.[25]
- R. a. hibernans (Salomonsen, 1931).

A raça islandesa, que tem as partes superiores dum castanho ligeiramente mais intenso do que a sua congénere nominal. As barras dos flancos são castanhas-escuras, em vez de negras, e o bico é um tanto mais curto; o acinzentado das partes inferiores pode também ter uma ligeira tonalidade acastanhada.
- R. a. korejewi (Zarudny, 1905) (inclui as formas duvidosas deserticolor, tsaidamensis e arjanicus). Esta subespécie medra no Sul da Ásia central desde o Sul e o leste do Irão, até ao leste da China (às vezes em Pequim, Xangai etc.), e no subcontinente indiano em Caxemira e em Ladakh.[29] É ligeiramente maior do que a raça nominal, apresentando partes superiores castanhas mais claras e partes inferiores negras, de uma tonalidade um pouco mais clara. Tem uma mascarilha castanha ténue, que cruza os olhos.[25][38]

As diferenças entre as três raças parecem ser clinais e é possível que todas devam consubstanciar-se em R. a. aquaticus. A antiga subespécie R. a. indicus que se considera, agora, a espécie R. indicus.

## Distribuição e habitat

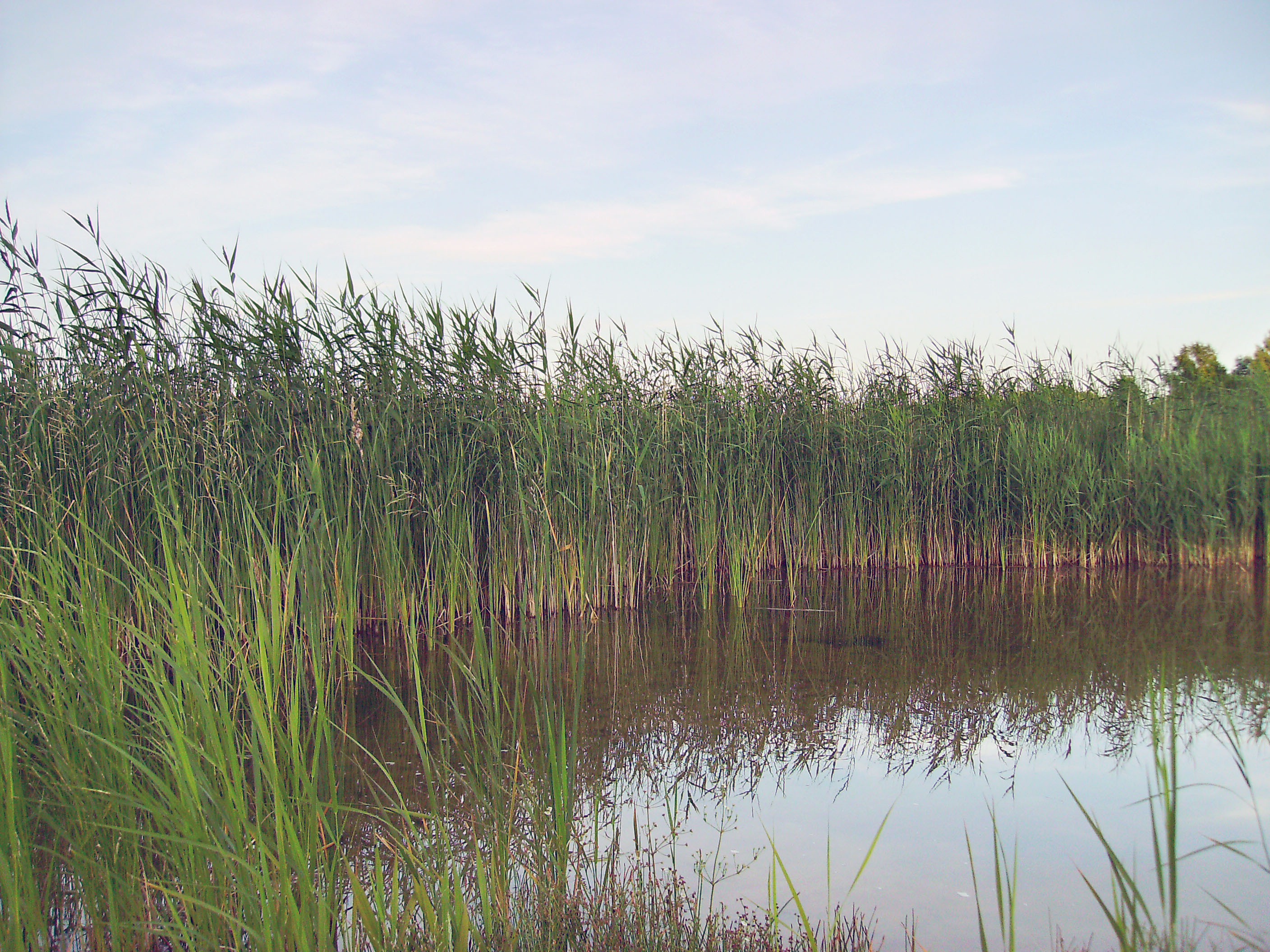
As junqueiras são um importante habitat para a nidificação e hibernação desta espécie.

Pululam nas zonas temperadas da Eurásia desde a Islândia e as ilhas britânicas descontinuamente até ao Norte de África, Arábia Saudita e Oeste da China. A sua distribuição na Ásia está pouco estudada.
A povoação islandesa de R. a. hibernans extinguiu-se por volta de 1965 como resultado da perda de habitat pela drenagem de zonas húmidas e a predação pelo vison americano introduzido. Antes da sua extinção, pelo menos algumas dessas aves estavam presentes todo o ano na ilha, dependentes de fontes termais vulcânicas para sobreviver durante os meses mais frios. Em todo o caso, esta raça encontrava-se também no Inverno nas ilhas Faroé e na Irlanda, e como ave migratória nas ilhas Hébridas Exteriores, o que sugere que a forma islandesa era uma espécie parcialmente migratória.
A subespécie nominal, R. a. aquaticus, é residente na parte Sul e Oeste, de clima mais suave, da sua área, mas migra para o Sul a partir de áreas que estão sujeitas a Invernos rigorosos. Inverna dentro da sua área de reprodução e também em territórios mais a Sul, no Norte de África, no Próximo Oriente e na zona do mar Cáspio. O pico de migração é entre Setembro e Outubro, e a maioria destas aves regressam às suas áreas de reprodução desde Março até meados de Abril.
O habitat reprodutor do frango-de-água são as zonas húmidas permanentes, de águas doces ou salobras paradas ou lentas e com densa vegetação alta, entre a qual pode haver plantas como Phragmites, Typha, Iris, Sparganium ou Carex. Nas áreas costeiras, é comum que se refugie ao pé do Juncus maritimus, entre marismas de água salgada, optando antes pelo Carex e Sparganium em ambientes menos salinos. Um estudo realizado nos Países Baixos e em Espanha mostrou que os juncos oferecem mais resguardo do que outras plantas marítimas. Como noutros lugares, os ninhos são construídos com as plantas mais disponíveis. O Cladium mariscus, onde o houver, proporciona um bom habitat reprodutor, a sua densa estrutura de 1,5 m de altura proporciona uma boa cobertura para os frangos-d’água nidificadores. O habitat preferido, em todo o caso, são as junqueiras com Phragmites com plantas que emergem da água, encontrando-se a uma profundidade de 5 a 30 cm, em áreas lamacentas, para se alimentarem e uma rica diversidade de espécies de invertebrados. As localizações com salgueiros ou arbustos nas proximidades são as preferidas nas áreas grandes de habitat uniforme.
Pode encontrar-se em arrozais ou em ilhas flutuantes, e em Caxemira pode viver em campos de cana de açúcar alagados. Um estudo finlandês mostrou que o principal factor que influi na distribuição dos frangos-d’água é a cobertura de vegetação, com as maiores densidades nas áreas com mais vegetação; a presença doutras marismas nas proximidades é também significativa. Porém, há factores, como a temperatura, as chuvas, a longitude da orla costeira e a extensão de zona de turfa, que são importantes para algumas outras aves dos marismas, não são estatisticamente relevantes. As áreas com as maiores densidades de frangos-d’água também eram as que tinham maiores quantidades das três espécies consideradas en risco na Finlândia, o rouxinol-grande-dos-caniços, o abetouro e o tartaranhão-ruivo-dos-pauis. O limite Norte da área de reprodução parece estar determinado pela transição das zonas húmidas, ricas em nutrientes, para as mais pobres e de águas mais ácidas. Isto faz com que os juncos comuns se substituam por um tipo de vegetação mais aberta, dominada pelo Comarum palustre, que não é a adequada para os frangos-d’água.
Ocasionalmente, optam por localizações menos frequentes. Um casal de frangos-d’água, na Escócia, nidificou em campo aberto á beira duma estrada, e quando se instalaram caixas de nidificação para Panurus biarmicus, os frangos-d’água nidificaram tanto nas caixas com em baixo, no piso de madeira, neste último caso às vezes com os próprios Panurus a viver em cima da caixa. Ainda que seja principalmente uma espécie de terras baixas, os frangos-d’água reproduzem-se a 1240 m de altura nos Alpes e a 2000 m na Arménia. Um estudo italiano aventou que as aves das junqueiras precisam duma área mínima de zona húmida para se reproduzirem, a  qual para o frango-d’água é de 1 hectare, ainda que as maiores concentrações desta espécie ocorram em marismas de 10 hectares ou mais.
Durante a migração ou no Inverno, podem usar uma ampla variedade de habitats, incluindo as matas alagadas ou feteiras. As baixas temperaturas, geralmente abaixo de zero, podem obrigar as aves a partir rumo a localizações mais abertas como canais, vazadouros de lixo e jardins, ou mesmo descampados a céu aberto. Um estudo galês sugeriu que os territórios invernais individuais sobrepõem-se e cada ave usa uma parcela significativa da mesma junqueira.  Registou-se uma densidade de 14 aves por hectare. As aves que invernam na Islândia e  dependem de regatos cálidos geotermais para sobreviver, podendo aceder aos regatos através de túneis sob a neve. Quando não estão a prover pela sua alimentação, estas aves podem refugiar-se em buracos e gretas entre a lava solidificada. Esta espécie às vezes deambula, podendo sair para bastante longe da sua área normal, pelo que se encontram, por vezes, aves errantes nos Azores, na Madeira, na Mauritânia, no Ártico, Groenlândia, na Malásia e no Vietname.

## Comportamento
O frango-de-água é uma ave que se camufla no seu território, graças à sua plumagem que faz com que seja difícil de descobrir no seu habitat pantanoso. O seu corpo é estreito o que a ajuda a acaçapar-se entre a vegetação mais espessa, sendo que tem o instinto de se deixar ficar imóvel, se for surpreendido em clareiras abertas. Caminha com  passos largos e altos, embora adopte uma postura agachada, quando corre, para se tentar esconder. Caso precise, pode mandar-se à água, para nadar, com os movimentos erráticos típicos dos frangos-d’água, sendo também capaz de voar durante curtas distancias a baixa altitude sobre os juncos, com as longas patas pendentes. Ainda que o seu voo pareça pouco estável, são capazes de fazer voos longos, durante as suas migrações nocturnas.  Por vezes, morrem por causa de colisões contra obstáculos ocultos na noite, como arames ou mesmo faróis, durante estas travessias migratórias.
Defendem ciosamente os seus territórios de nidificação e de hibernação. As aves investem umas contra outras com o pescoço esticado, quando estão na época de acasalamento e, às vezes, ambos os membros do casal atacam em conjunto, para defender o seu espaço. Durante o Inverno, porém, a agressão directa tende a ser substituída por grasnidos, enquanto estão empinados sobre a ponta dos dedos, sacodem a cabeça e fazem estocadas com o bico, por molde a intimidar os adversários, dissuadindo-os de passar para a violência.

### Reprodução

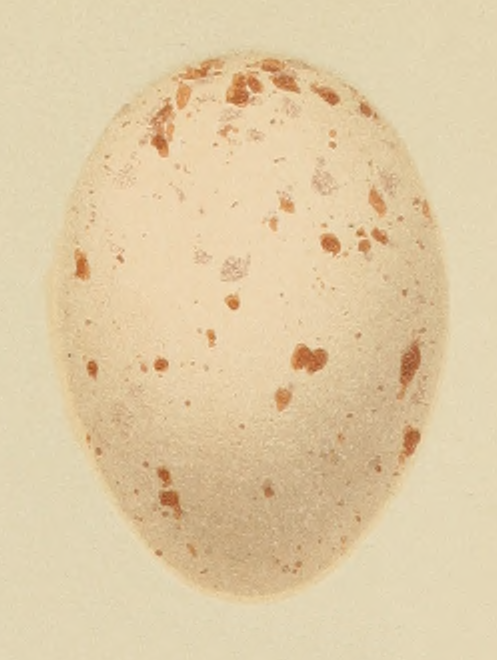
Ovo

É uma espécie monógama e muito territorial quando se reproduz. Os casais formam-se depois de chegarem às áreas de nidificação ou, por vezes, até antes da migração primaveril. Nas zonas húmidas grandes, com boas condições para estas aves, os diferentes casais podem nidificar separadamente, a uma distancia de entre 20 e 50 m. Os territórios variam em tamanho, se bem que o típico é medirem cerca de 300 m2. O casal vocaliza cantos de acasalamento durante a época de acasalamento. O macho selecciona o sítio onde pretende fazer o ninho, para as crias, e mostra-o à fêmea, enquanto adopta uma postura com as plumas dorsais erguidas, dorso arqueado, cauda esticada e bico a apontar para abaixo. Esta exibição é acompanhada de grasnos ruidosos. Enquanto estiver a cortejar a fêmea, o macho procura alimentá-la. Mais tarde, quando os ovos já tiverem sido depostos e estiverem a ser chocados, a fêmea pode abandonar o ninho para mostrar os ovos ao macho, caminhando à sua volta, chamando-o suavemente e esfregando o bico contra o peito dele.
O ninho é feito de qualquer matéria vegetal que esteja disponível nas cercanias e é construído principalmente pelo macho, normalmente num só dia. O ninho ergue-se a uns 15 cm ou mais acima do nível da água da marisma, e é às vezes construído sobre matas de raízes, tocos de árvores ou suportes similares. Podem construí-lo mais alto ainda, se as águas da marisma, entretanto, começarem a subir. O ninho mede cerca de 13 a 16 cm de diâmetro e uns 7 cm de altura. Está bem escondido e é só acessível por vias estreitas.
A ovoposição típica é de 6 a 11 ovos na maior parte da sua área de distribuição, mas parece ser menor (de 5 a 8) na região de Caxemira a altitudes de 1 500 m. As datas de ovoposição variam com a localização e vão desde finais de Março na Europa ocidental e Norte de África, até finais de Maio em Caxemira e Junho na Islândia. O tamanho de ovoposição pode ser mais reduzido, em princípios ou finais da época de reprodução. A época reprodutora pode ampliar-se se houver necessidade de ressituar a ovoposição ou fazer uma segunda ovoposição. Os ovos são rombos e ovais, lisos e ligeiramente brilhantes; a cor varia desde o esbranquiçado ao bege rosado, com manchas castanho-avermelhadas no extremo mais largo do ovo, de tal modo que, às vezes, se fundem numa só mancha grande. A variação no tamanho dos ovos entre as subespécies é muito menor do que as diferenças entre ovos individuais; a media de tamanho dos ovos da subespécie nominal, que é 36 × 26 mm, é o típico para toda a espécie. Os ovos pesam uns 13 g, dos quais 7% correspondem à casca.
Ambos os pais incubam os ovos, se bem que a fêmea faz a maior parte da incubação. Os ovos são incubados durante 19 a 22 días até à eclosão, com um êxito de pelo menos 87%. O alimento é trazido ao ninho pelo outro progenitor e passado ao que está sentado no ninho, o qual, em seguida, alimenta os franguinhos. As crias, cobertas de penugem são precoces, já que abandonam o ninho aos dois dias da eclosão, se bem que continuam a ser alimentados pelos pais. São independentes dos seus pais aos 20 a 30 dias e já são capazes de voar às 7 a 9 semanas.
Se a fêmea julgar que o ninho foi descoberto, pode transportar os ovos ou as crias, uma a uma, para outro lugar. Os ovos podem ser transportados no bico, enquanto que as crias pode metê-las sob as asas. O frango-de-água pode reproduzir-se ao fim de um ano e normalmente criam duas ninhadas.
A sobrevivência media das crias, depois de se emplumarem, estima-se que ronde entre os 17 e 20 meses, com uma taxa de sobrevivência anual ligeiramente menor do 50% ao ano durante os primeiros três anos, e um pouco maior depois. A idade máxima registada é de 8 anos e 10 meses.

### Dieta

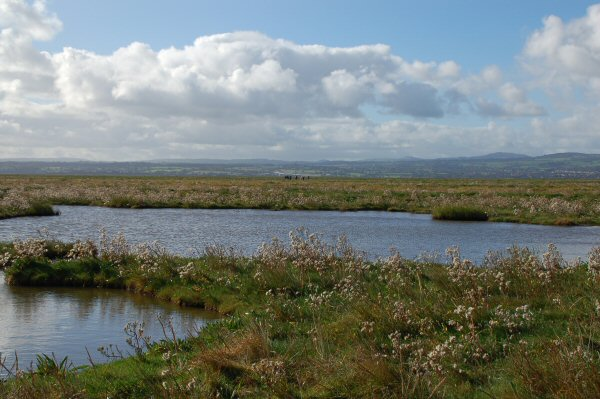
As marismas de Parkgate, Cheshire chegam a albergar centenas de frangos-d’água no Inverno.

Os frangos-d’água são omnívoros, embora se alimentem principalmente de animais, como sanguessugas, vermes, gastrópodes, pequenos crustáceos, aranhas e uma ampla variedade de insectos terrestres e aquáticos e das suas larvas. Ocasionalmente, podem caçar pequenos vertebrados, como anfíbios, peixes, aves e mamíferos. Os vertebrados são empalados à bicada, a fim de lhes romper a espinal medula. Quanto ao alimento de base vegetal, consomem-no mais no Outono e Inverno, consistindo em flores, rebentos e sementes de plantas aquáticas, bagas e outras frutas que encontrem. No Sul da Ásia, podem, às vezes, alimentar-se nos arrozais, dos grãos de arroz que encontrem depois da colheita. Os jovens frangos-d’água são alimentados principalmente com insectos e aranhas. O alimento obtido em terra ou barro é normalmente lavado na água antes de ser engolido. Depois de chover, podem sondar o chão mole, à procura de minhocas.
Apesar da sua natureza de animal rondador, o frango-de-água parece prosperar em cativeiro, desde que se lhe dêem de comer alimentos de base animal, como carne crua ou minhocas.
Os frangos-d’água seguem rotas definidas quando se vão alimentar, regressando frequentemente às áreas onde encontrem alimento facilmente. Os frangos-d’água são predadores versáteis e oportunistas. Lançam-se para apanhar insectos que estão sobre plantas, trepam para encontrar bagas ou arrancam maçãs das árvores para as poder comer no chão. Matam aves de menor porte, trespassando-as com o bico ou afogando-as, especialmente se a capacidade de fuga da presa estiver restringida. São também predadores de ninhos, especialmente de pequenas aves que nidificam nas junqueiras, como o rouxinol-grande-dos-caniços.

## Predadores e parasitas

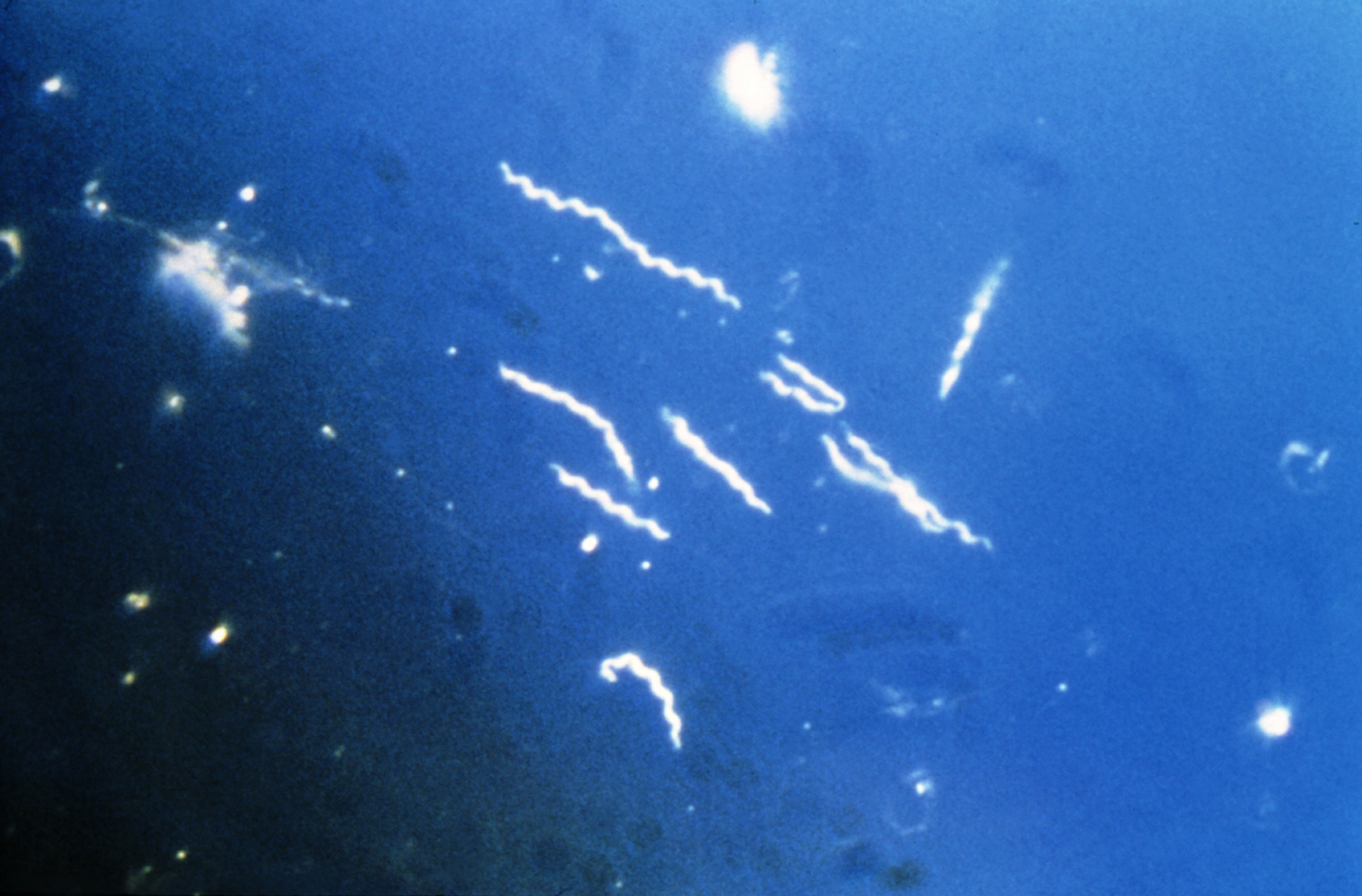
Espiroquetas de Borrelia burgdorferi vistas com microscópio de campo escuro. Os frangos-d’água podem ser infectados por esta bactéria, a qual pode ser transmitida aos humanos por picaduras de carraças causando a doença de Lyme.

Entre os predadores do frango-de-água estão diversos mamíferos e aves de grande porte. O visão-americano foi parcialmente responsável pela extinção da povoação islandesa. Por outro lado, os animais domésticos, como os gatos e cães, também matam esta espécie. Pelo menos localmente, as lontras comem frangos-d’água e outras aves aquáticas. O abetouro, que é outra ave das junqueiras, e a garça real comem frangos-d’água. Os frangos-d’água são especialmente vulneráveis á depredação das garças quando são forçados a sair do resguardo dos juncos. Os tartaranhões-ruivos-dos-pauis que caçam nas zonas húmidas são predadores previsíveis, se bem que o mais habitual é que os frangos-de-água sejam presas da aluco, da coruja-do-nabal, do bufo real, da águia-gritadeira, do peneireiro-comum, e dos falcões peregrinos que caçam de noite.
Entre os seus parasitas, que afectam o frango-d’água, contam-se os piolhos Nirmus cuspidiculus e Pediculus ralli, a carraças Ixodes frontalis, e as mosca hipobóscida Ornithomyia avicularia. O frango-de-água também pode ser infectado pelo vírus da gripe aviaria e pela bactéria Borrelia burgdorferi, transmitida pelas carraças Ixodes, que é também um agente patogénico humano que causa a doença de Lyme. Descobriram-se três espécies de piolhos, Fulicoffula rallina, Pseudomenopon scopulacorne e cuspidatus em frangos-d’água mortos em 2005 nas ilhas Faroé, que são espécies que não se tinham encontrado antes naquele arquipélago.

## Estado de conservação

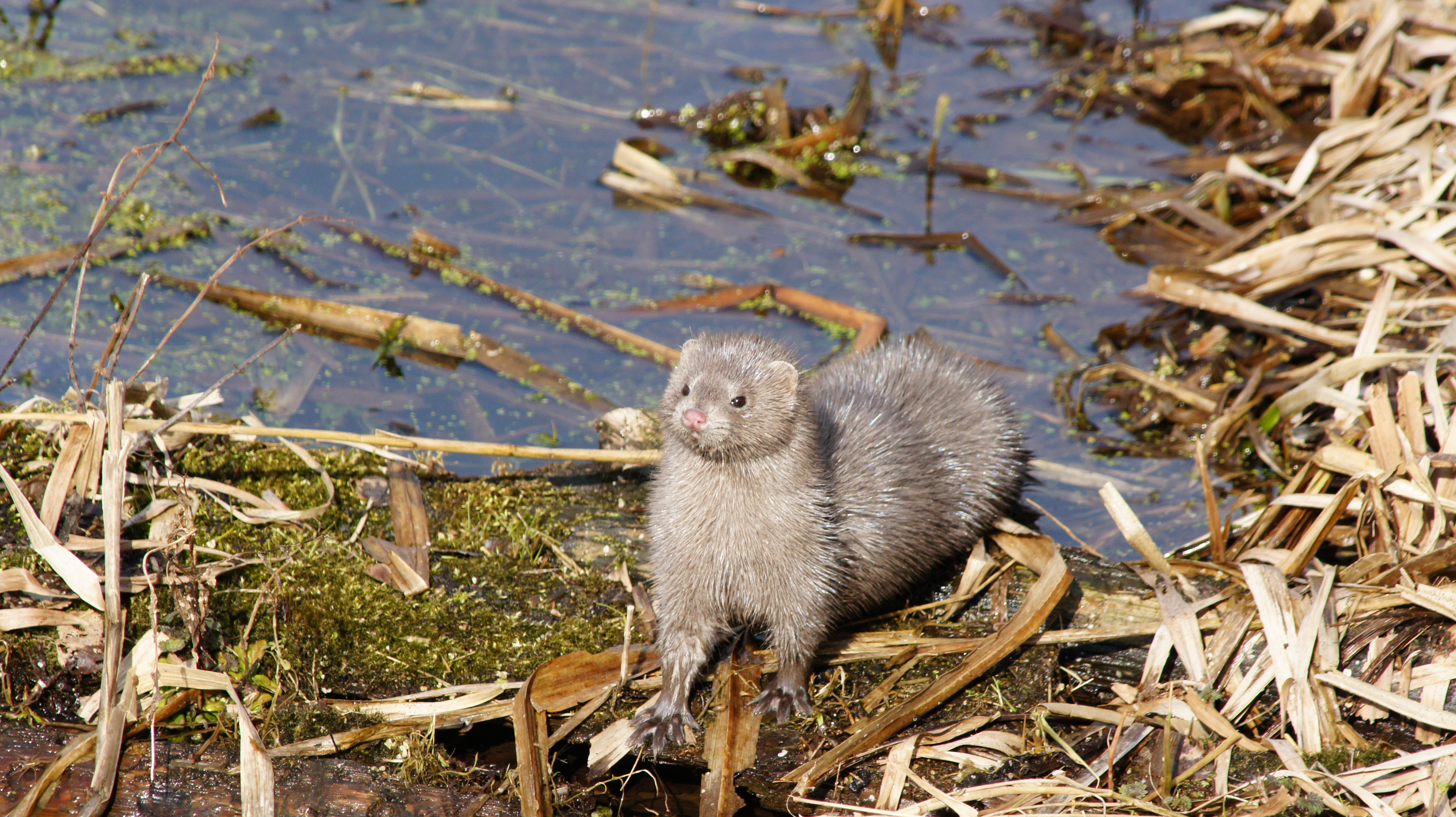
Predadores introduzidos como o visão-americano causaram um acentuado declínio nas povoações de frangos-d’água e outras aves que nidificam no chão.

A quantidade de frangos-d’água está em declínio, mas, apesar de tudo, têm uma grande povoação de 100 000 a 1 000 000 adultos e uma enorme área de reprodução calculada em 15 600 000 km2; de modo que esta espécie está classificada como espécie pouco preocupante na Lista vermelha da IUCN. Na maioria dos países europeus, a povoação é estável ou está em ligeira diminuição, por causa da perda de habitat. Em Marrocos, as povoações estão a aumentar em número e a expandir as áreas de reprodução.

O ser humano consome frangos-d’água há milhares de anos, já no Império Romano, aparecem representados nas pinturas dos muros de Pompeia, e o seu consumo continuou durante a Idade Média até à época moderna.